# یعقوب عمامه‌پیچ

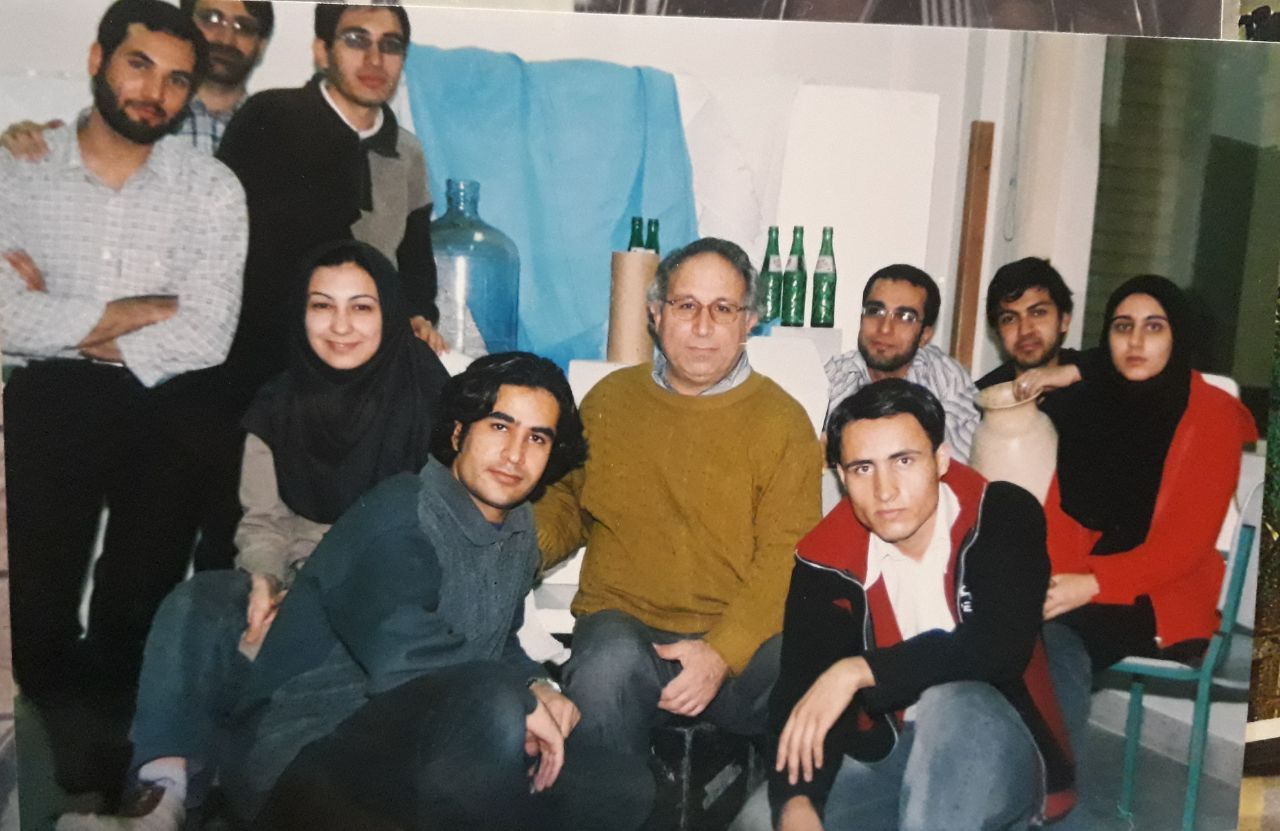
یعقوب عمامه پیچ در کلاس طراحی دانشکده صدا و سیما (سال هشتاد و سه)

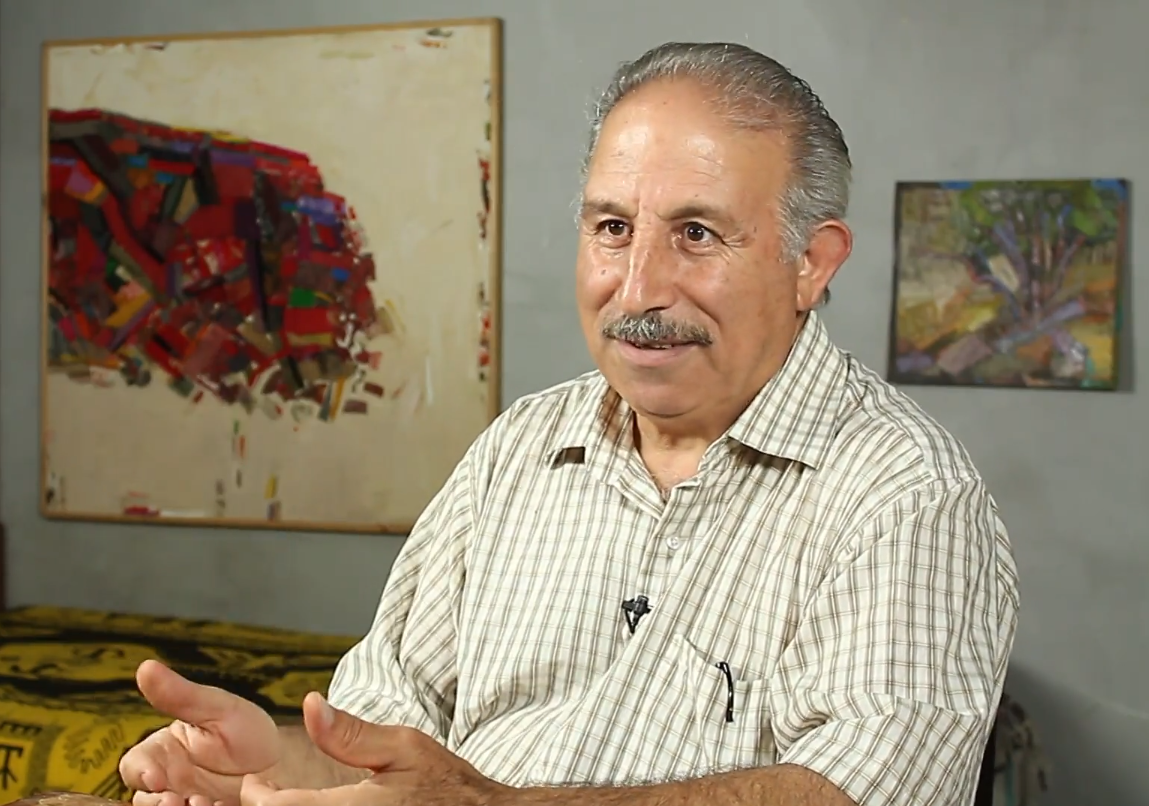

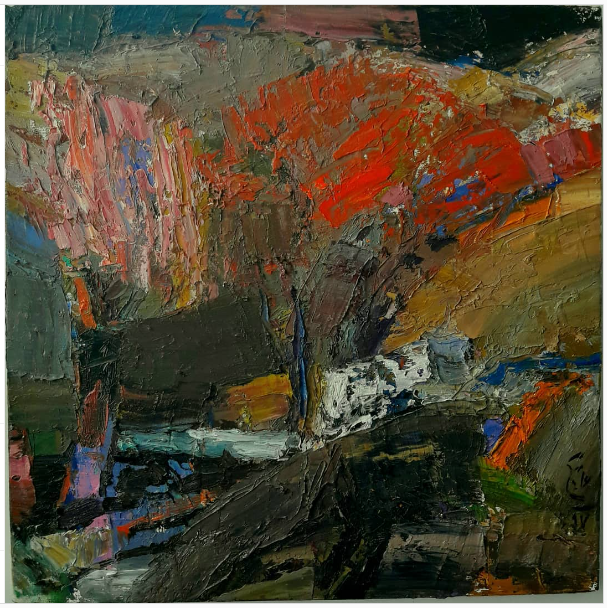

یعقوب عمامه پیچ (زادهٔ ۲ مهر ۱۳۲۵) نقاش ایرانی است. او همچنین در زمینه طراحی، نیز فعالیت دارد. او در سال ۱۳۴۸ از هنرستان میرک تبریز دیپلم گرفت و در ۱۳۵۶ از دانشکده‌هنرهای زیبای دانشگاه تهران در رشته نقاشی فارغ‌التحصیل شد.

## زندگی‌نامه
یعقوب عمامه پیچ دوم مهر ۱۳۲۵ در تبریز متولد شده‌است.
او در سال ۱۳۴۸ از هنرستان میرک تبریز دیپلم گرفت و در ۱۳۵۶ از دانشکده‌هنرهای زیبای دانشگاه تهران در رشته نقاشی فارغ‌التحصیل شد. از ۱۳۵۶ تا ۱۳۵۷ به تحصیل در دانشگاه بوزار پاریس پرداخت که ناتمام ماند.
او از نقاشان منظره‌پرداز مدرن محسوب می‌شود. و باور دارد در نقاشی از منظره امکان نوآوری و امر خلاقه وجود دارد. او در توضیح مناظرش می‌گوید: منظره، انگار ناخواسته خودش را به من تحمیل کرد اما در نهایت توفیری نمی‌کند و هنرمند روی ایده‌های مختلفی کار می‌کند. در این سال‌ها با منظره برخوردهای مختلفی داشته‌ام؛ هم عکاسی کرده‌ام و هم کارهای کلاژ و نقاشی. حتی تجربه‌هایی داشته‌ام که ترکیبی از متریال‌های نامتجانس است.
او همچنین از سال ۱۳۶۴ تا کنون در دانشکده صدا و سیما مشغول به آموزش هنری‌ست.

## نمایش‌های انفرادی
- نمایشگاه پرتره، هنرستان میرک تبریز، ۱۳۵۳[۳]
- نمایشگاه پرتره، بوشهر، ۱۳۵۴
- نمایشگاه نقاشی، فرایند تحول آثار، نشر نقره، ۱۳۶۶
- نمایشگاه مجموعه آثار، گالری پافر، ۱۳۶۷
- نمایشگاه نقاشی با گرایش اساطیری، گالری گلستان، ۱۳۶۷
- نمایشگاه نقاشی با گرایش اساطیری، گالری گلستان، ۱۳۷۰
- نمایشگاه نقاشی، تجربه‌های آزاد، گالری گلستان، ۱۳۷۲
- نمایشگاه نقاشی، درختان من، تجربه‌های جدید ساختاری، گالری گلستان، ۱۳۸۱
- نمایشگاه طراحی همراه با حسن واحدی، نگارخانه طراحان آزاد، ۱۳۸۱
- نمایشگاه نقاشی، گالری لاله، ۱۳۸۳

## رخدادها
- عضویت در انجمن هنرمندان نقاش ایران
- عضو هیئت پنج نفره انتخاب نخستین بینال طراحی معاصر ایران، موزه هنرهای معاصر، ۱۳۷۸[۷]
- داوری بینال نقاشی اصفهان، ۱۳۸۳

## جوایز
- اخذ دیپلم و لوح افتخار نقاش معاصر آذربایجان شرقی، فرهنگسرای بهمن، ۱۳۸۰[۷]

## نمایشگاه‌ها
- نمایشگاه هنر معنوی، فرهنگسرای نیاوران، تهزان ۱۳۸۴
- نمایشگاه گروهی به دعوت جهان اسلام، فرهنگستان هنر، تهران ۱۳۸۳
- نمایشگاه گروهی چیدمان و نقاشی، گالری مات، تهران ۱۳۸۳
- اولین نمایشگاه آرت اکسپو، تالار وحدت، تهران ۱۳۸۳
- ششمین بی‌ینال نقاشی معاصر، موزه هنرهای معاصر تهران ۱۳۸۳
- ۱۳۸۲ نمایشگاه گروهی نقاشی به نفع زلزله بم
- ۱۳۸۲ نمایشگاه گروهی نقاشی اعضای انجمن هنرمندان نقاش ایران، کانادا
- ۱۳۸۱ نمایشگاه گروهی نقاشی جهان اسلام، موزه هنرهای معاصر تهران
- ۱۳۸۱ نمایشگاه گروهی نقاشی (تجربه‌های نو) انجمن هنرمندان نقاش ایران، نگارخانه هنرمندان
- ۱۳۸۱ نمایشگاه گروهی نقاشی، فرانسه
- ۱۳۸۰ نمایشگاه گروهی نقاشی، کویت
- ۱۳۷۹ نمایشگاه گروهی نقاشی، ترکمنستان
- ۱۳۷۹ نمایشگاه گروهی نقاشی، قزاقستان
- ۱۳۷۹ نمایشگاه گروهی نقاشی، قرقیزستان
- ۱۳۷۸ اولین بی‌ینال طراحی معاصر ایران، موزه هنرهای معاصر تهران
- ۱۳۷۷ نمایشگاه گروهی طراحی معاصر، گالری افرند
- ۱۳۷۷ شرکت در نمایشگاه گروهی طراحی معاصر، گالری برگ
- ۱۳۷۶ شرکت در بی ینال سه سالانه، خارج از مسابقه در موزه معاصر
- ۱۳۷۶ نمایشگاه جمعی ۱۰۰ اثر صد هنرمند، گالری گلستان
- ۱۳۷۵ نمایشگاه گروهی نقاشی، فرانسه
- ۱۳۷۲ نمایشگاه گروهی نقاشی، گالری هفت ثمر
- ۱۳۷۱ نمایشگاه گروهی نقاشی، گالری گلستان
- ۱۳۷۰ اولین بی‌ینال نقاشی، موزه هنرهای معاصر
- ۱۳۶۸ نمایشگاه جمعی پرتره در موزه هنرهای معاصر تهران
- ۱۳۶۵ نمایشگاه جمعی در فرهنگسرای نیاوران با عنوان منظره
- نمایشگاه گروهی طراحی، دانشکده هنرهای زیبا، تهران ۱۳۵۸
- نمایشگاه گروهی طراحی، دانشکده هنرهای زیبا، تهران ۱۳۵۲
- نمایشگاه گروهی طراحی، گالری سیحون، تهران ۱۳۵۱